# مي فخري
مي فخري (3 أكتوبر - القاهرة، مصر) هي ممثلة مصرية، قامت بالعديد من المسلسلات من أهمها: هبة رجل الغراب مع الفنانة ناهد السباعي، أفراح إبليس الجزء 2 وريح المدام، والعديد من الأفلام من أهمها: فيلم عمر وسلمى 3 مع الفنان تامر حسني.

## النشأة
ولدت في القاهرة، وهي الصغرى من بين أخواتها، عاشت معظم سنوات طفولتها في السفر بسبب عمل والدها، لتتنقل بين السعودية ومصر.

## حياتها الفنية
بدأت حياتها الفنية من خلال مجال الموديل واشتغلت تقريباً 15 سنة في مجال الإعلانات والفيديو كليب وبيل بوردات، واشتركت مي في مسابقة mission fashion 2008/2009 وفازت من الوطن العربي.
أيضًا عملت كمذيعة علي روتانا موسيقى في برنامج 360 درجة.

## أعمالها

### مسلسلات
- أفراح إبليس (ج2)-2019- نادين
- البيت الكبير (ج1، 2)-2018، 2019- زينب
- بيت السلايف-2018- إيمان
- ريح المدام-2017- ياسمين ح11
- حكايات بنات (ج3)-2017
- هبة رجل الغراب (ج3، 4)-2016، 2017 - فريدة النشار
- من الجاني؟-2015

### أفلام
- دماغ شيطان - 2020
- تصبح على خير - 2017
- فص ملح وداخ - 2016
- أنا مصري - 2015 - مايا
- البار - 2012 - فدوى
- عمر وسلمى - 2012
- واحد صحيح - 2011 - فتاة التصوير

### أخرى
- معكم منى الشاذلي-2014-برنامج ضيفة